# حمزه سلامه
حمزه سلامه (عربی: حمزة جهاد سلامة؛ زادهٔ ۳ مهٔ ۱۹۸۶) بازیکن فوتبال اهل لبنان است.
از باشگاه‌هایی که در آن بازی کرده‌است می‌توان به باشگاه ورزشی النجمه لبنان اشاره کرد.
وی همچنین در تیم‌های ملی فوتبال زیر ۲۳ سال لبنان و لبنان بازی کرده‌است.